# 히가시야마토시
히가시야마토시(일본어: 東大和市)는 일본 도쿄도에 있는 시이다.

## 지리
도쿄도 중북부에 위치한다. 서쪽으로 도쿄도 무사시무라야마시, 남쪽으로 다치카와시, 고다이라시, 동쪽으로 히가시무라야마시, 북쪽으로 사이타마현 도코로자와시와 접한다.
다마호(무라야마 저수지)가 시내에 있다.

## 역사
- 1919년 11월 1일 - 야마토촌이 성립하였다.
- 1954년 5월 3일 - 정으로 승격하여 야마토정이 되었다.
- 1970년 10월 1일 - 시로 승격하여 히가시야마토시가 되었다.

## 교통

### 철도
- 세이부 철도 하이지마선
  - 히가시야마토시역 - (다마가와조스이역)
- 다마 도시 모노레일 다마 도시 모노레일선
  - 가미키타다이역 - 사쿠라카이도역 - 다마가와조스이역

## 인구
| 연도 | 인구   | ±%      |
| ---- | ------ | ------- |
| 1920 | 5,017  | —       |
| 1930 | 5,442  | +8.5%   |
| 1940 | 8,152  | +49.8%  |
| 1950 | 12,366 | +51.7%  |
| 1960 | 14,239 | +15.1%  |
| 1970 | 46,173 | +224.3% |
| 1980 | 65,553 | +42.0%  |
| 1990 | 75,132 | +14.6%  |
| 2000 | 77,212 | +2.8%   |
| 2010 | 83,068 | +7.6%   |
| 2020 | 83,910 | +1.0%   |